# María Angélica Fuentes
María Angélica Fuentes Fuentealba (Concepción, 9 de julio de 1960) es una abogada y política chilena. Durante los gobiernos de Eduardo Frei Ruiz-Tagle y Ricardo Lagos fue gobernadora de Concepción. Durante el gobierno de Michelle Bachelet es intendenta de la Región del Biobío, entre el 4 de enero y el 2 de diciembre de 2008, siendo sucedida por Jaime Tohá.

## Familia
Nació en el sector de las calles Los Carrera y Lientur. Su familia, de clase media, sufrió la temprana pérdida del padre, Gumercindo Fuentes, mecánico automotriz. Tiene dos hermanos mayores.

## Biografía

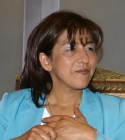
María Angélica Fuentes.

Su enseñanza básica la cursó en la Escuela España, ex N.º 28. En 1977 egresa del Liceo Experimental de Concepción, con distinción de excelencia académica. Después de rendir la Prueba de Aptitud Académica (PAA) ingresa a estudiar Derecho a la Universidad de Concepción. Colabora con la Pastoral de Derechos Humanos del Arzobispado de Concepción y con el sacerdote Carlos Puentes Figueroa, quien desarrolla una labor de defensa de las víctimas de la dictadura militar de Augusto Pinochet.
En 1990, como abogada, coordina el trabajo de entrega de información para la Comisión de Verdad y Reconciliación, conocida como Comisión Rettig. Con el retorno a la democracia, además, participa en el Programa de Acceso a la Justicia para familias pobres de Lota, Coronel y la Provincia de Arauco.
En marzo de 1994 el presidente Frei Ruiz-Tagle la nombra gobernadora de la Provincia de Concepción. Es ratificada en el cargo en marzo de 2000 por el presidente Lagos.
En las elecciones parlamentarias de 2005 fue postulada por el Partido Por la Democracia a diputada por el distrito 44 (Concepción, San Pedro de la Paz y Chiguayante), en que obtuvo 43.325 votos, equivalentes al 26,32%, pero no fue elegida.
El viernes 4 de enero de 2008 fue nombrada intendenta de la Región del Biobío, en reemplazo de María Soledad Tohá.
Se inscribió como candidata del Partido por la Democracia a las elecciones de convencionales constituyentes de 2021 por el distrito 20 (Concepción, Chiguayante, Florida, Coronel, Tomé, Hualpén, Hualqui, Penco, San Pedro de la Paz, Talcahuano y Santa Juana), formando parte del pacto Lista del Apruebo.

## Historial electoral
| Año  | Tipo                          | Territorio    | Pacto                                            | Partido | Votos  | %     | Resultado               |
| ---- | ----------------------------- | ------------- | ------------------------------------------------ | ------- | ------ | ----- | ----------------------- |
| 2005 | Parlamentarias                | 44.º distrito | Concertación Democrática                         | PPD     | 43 325 | 26.32 | no elegida diputada     |
| 2009 | Parlamentarias                | 44.º distrito | Concertación y Juntos Podemos por más democracia | PPD     | 36 824 | 21.94 | no elegida diputada     |
| 2021 | Convencionales constituyentes | 20.º distrito | Lista del Apruebo                                | PPD     | 12 843 | 4.2   | no elegida convencional |

| Predecesor: María Soledad Tohá | Intendenta de la VIII Región del Biobío 4 de enero de 2008 - 2 de diciembre de 2008 | Sucesor: Jaime Manuel Tohá González |